# Baie-de-Henne
Baie-de-Henne (Haïtiaans-Creools: Be de Hèn) is een stad en gemeente in Haïti met 34.000 inwoners. De plaats ligt aan de Golf van Gonâve, 58 km ten westen van de stad Gonaïves. De gemeente maakt deel uit van het arrondissement Môle-Saint-Nicolas in het departement Nord-Ouest.
Er is een vissershaven. Ook worden er bijen gehouden.

## Indeling
De gemeente bestaat uit de volgende sections communales:
| Nr. | Naam                    | Km²   | Inw.2015 |
| --- | ----------------------- | ----- | -------- |
| 1   | Citerne Rémy            | 53,57 | 1.548    |
| 2   | Dos d'Ane               | 42,77 | 4.774    |
| 3   | Réserve (of Ti Paradis) | 35,57 | 15.728   |
| 4   | L'Estère Dere           | 71,81 | 5.233    |